# 塔皮拉 (米納斯吉拉斯州)

塔皮拉（葡萄牙語：Tapira），是巴西的城鎮，位於該國東南部，由米納斯吉拉斯州負責管轄，始建於1963年3月1日，面積1,180平方公里，海拔高度1,091米，2010年人口4,102，人口密度每平方公里3.48人。